# Swezeyana elongagena
Swezeyana elongagena är en insektsart som beskrevs av Caldwell 1940. Swezeyana elongagena ingår i släktet Swezeyana och familjen spetsbladloppor. Inga underarter finns listade i Catalogue of Life.